# آية منصور
آية منصور (مواليد 11 نوفمبر 1992 في بغداد)، هي شاعرة وكاتبة وصحفية عراقية، نشرت خمس مؤلفات وهي غابة أصابع ووحدها تغني وأليس في بغداد وصورة شمسية وكذلك مسرحية Invisible، كما قامت بكتابة العديد من المقالات في مختلف الجرائد والمجلات ومنها موقع الجزيرة نت ومجلة الشبكة العراقية وصحيفة الصباح العراقية وموقع يلا الإخباري.

## حياتها
ولدت بتاريخ (11 نوفمبر 1992) في بغداد، أكملت دراسة الرياضيات بمعهد المعلمات في المنصور عام 2012 وبدأت نشر كتاباتها على مواقع التواصل الاجتماعي منذ عام 2009 ثم حولت كتاباتها من العالم الافتراضي إلى أرض الواقع في عام 2014، جمعت كل النصوص الشعرية التي كتبتها، وقامت الدار العربية للعلوم ناشرون بنشر إصدار الأول عام 2014

## العمل في الصحافة والإعلام
عملت في مجلة الشبكة العراقية / قناة العراقية منذ 2016 حتى يومنا هذا، فكتبت العديد من الفقرات الأسبوعية والمستمرة ومنها:
1. تحقيق العدد: وهي فقرة أسبوعية تنشر في الصفحة السادسة من كل عدد ينشر في مجلة الشبكة العراقية[10][11]
2. سلسلة تقارير عن مكتبات العراق: فقرة أسبوعية تنشر في الصفحة الرابعة والثلاثين في مجلة الشبكة العراقية[12]
3. بصمة: باب عن شخصيات عراقية لها منجزات وهي مقالات تنشر في موقع مجلة الشبكة العراقية

- إعداد وتقديم فيديوهات قصيرة في موقع «يلا» الإخباري.
- فقرة «خلي حياتك صح» قدمتها في 2017 - 2018

## صحافة
- جريدة الصباح العراقية: «حبر مؤنث»: عمود أسبوعي في عام 2016 - 2017[13]
- صحيفة العالم الجديد العراقية: أعمدة ومقالات متفرقة في عام 2015
- صحيفة العالم العراقية: أعمدة ومقالات متفرقة في عام 2019[14][15]
- موقع المغارب اللبناني: محررة في عام 2015-2016
- موقع كَتب الثقافي المصري: محررة مقالات ثقافية في عام 2015-2016[16]
- موقع شباب السفير

## مؤلفاتها
1. غابة أصابع: مجموعة شعرية نشرت في الدار العربية للعلوم – ناشرون 2014[17][18]
2. وحدها تغني: مجموعة شعرية نشرت في دار سطور للنشر والتوزيع 2017[19][20][21] (ردمك 9781773222202)، كما ترجمت إلى الفرنسية وصدرت عن دار Editions des Lisières[22] تحت عنوان "Seule elle chante"[23] (ردمك 979-10-96274-08-6)
3. أليس في بغداد: قصة ترفيهية تعليمية عن مناطق بغداد نشرت في دار فراشات للاطفال 2017[24][25]
4. صورة شمسية: مجموعة قصصية نشرت في دار سطور للنشر والتوزيع 2019[26][27]
5. مسرحية Invisible : مسرحية تعنى بقصص نساء عراقيات (جزء من مشروع دربونة عن تحديات النساء في المجتمع العراقي) عرضت في أكاديمية الفنون في برلين، ألمانيا عام 2016[28][29]

## المحاضرات والندوات والأمسيات الشعرية

### أمسيات شعرية وندوات عن الشعر
1. بغداد، من 2013 ولغاية 2017
2. لبنان، 2016
3. مصر، 2017
4. سلطنة عمان، 2017[9]
5. فرنسا، 2019[30]

### ندوات عن الكتابة والشعر
1. الجامعة الأمريكية في السليمانية، 2014[31]
2. جامعة ليون، فرنسا، 2019[32]
3. جامعة نيس، فرنسا، 2019[33]

### عرض مسرحي شعري
مع الممثلة جوديث موريسو، والمغني ليو ايبرتو، المسرح الوطني لمدينة بيزنسون، فرنسا، 2019

### محاضرة عن الكتابة
جامعة إسطنبول شهير، تركيا، 2019

## الشهادات والجوائز
1. جائزة النقابة الوطنية للصحافة العراقية 2019[36][37]
2. شهادة تقدير من مهرجان يوم السلام العالمي لصناع السلام في العراق 2014
3. درع التميز والإبداع من معرض بغداد الدولي 2019[38]
4. جائزة الإبداع من حدث أحلامي لمنظمة متطوعين للعراق 2015
5. درع النجاح، للتحدث في منصف I talk، من الملتقى القيادي للشباب في اسطنبول 2019